# Victor Langlois
Victor Langlois, né à Dieppe le 20 mars 1829, mort à Paris le 14 mai 1869, est un orientaliste français, spécialiste de la numismatique et de la civilisation arménienne.

## Biographie
Élève pendant deux ans de l'École des chartes, puis de l'École des langues orientales, il mena en 1852/53 une mission d'exploration en Cilicie commanditée par le gouvernement français et dont il fit rapport devant l'Académie des inscriptions et belles-lettres dans sa séance du 25 novembre 1853 (Rapport sur l'exploration archéologique de la Cilicie et de la Petite-Arménie pendant les années 1852-1853, Imprimerie nationale, Paris, 1854 ; Voyage dans la Cilicie et dans les montagnes du Taurus, B. Duprat, Paris, 1861).
Il a donné ensuite plusieurs études sur l'histoire de la civilisation arménienne, particulièrement en Petite-Arménie (Essai historique et critique sur la constitution sociale et politique de l'Arménie sous les rois de la dynastie roupénienne, Mémoires de l'Académie impériale des sciences de Saint-Pétersbourg, 1860 ; Étude sur les sources de l'Histoire d'Arménie de Moïse de Khorène, Paris, 1861 ; Notice sur le couvent arménien de l'île Saint-Lazare de Venise, suivie d'un aperçu sur l'histoire et la littérature de l'Arménie, Académie de Saint-Lazare, Venise, 1863 ; Mémoire sur la vie et les écrits de Grégoire Magistros, duc de la Mésopotamie, auteur arménien du XIe siècle, Journal asiatique, Paris, 1869), et des traductions d'historiens et chroniqueurs arméniens (Collection des historiens anciens et modernes de l'Arménie publiés en français, 2 vol., Paris, 1869).
Il a d'autre part publié une traduction de la version arménienne (seule connue à l'époque) de la Chronique universelle de Michel le Syrien (Académie de Saint-Lazare, Venise, 1868).
En numismatique, sa spécialité première, on lui doit notamment : Numismatique de l'Arménie (C. Rollin, Paris, 1869).
Fils de Louis Victor Langlois et de Françoise Claude Leroy, il avait épousé, le 17 février 1859, à Paris, la fille du bibliographe Charles Brunet, Aménaïde Valentine. Il a eu deux enfants de son mariage : Maurice Charles Victor Langlois (1860-1948), officier de la Légion d'honneur, haut fonctionnaire au Ministère des Colonies, sans postérité. Marguerite Louise Georgine Langlois, née le 4 août 1865, épouse le 20 octobre 1884 le professeur Robert Piedelièvre, dont postérité.

## Publications
- Mémoire sur la vie et les écrits du prince Grégoire Magistros, duc de la Mésopotamie, auteur arménien du XIe siècle, 1869.
- Le Mont Athos et ses monastères, 1867.
- Hérat, Dost-Mohammed et les influences politiques de la Russie et de l’Angleterre dans l’Asie centrale, 1864.
- Les Arméniens de la Turquie et les massacres du Taurus, 1863.
- Notice sur le couvent arménien de l'île Saint-Lazare de Venise, suivie d'un aperçu sur l'histoire et la littérature de l'Arménie, Académie de Saint-Lazare, Venise, 1863, [en ligne].
- Étude sur les sources de l’histoire d’Arménie de Moïse de Khorĕn, 1861.
- Mémoire sur les relations de la République de Gênes avec le royaume chrétien de la Petite-Arménie pendant les XIIIe et XIVe siècles, 1861.
- Voyage dans la Cilicie et dans les montagnes du Taurus exécuté pendant les années 1852-1853, 1861.
- Considérations sur les rapports de l’Arménie avec la France au Moyen Âge, 1860.
- Essai de classification des suites monétaires de la Géorgie, depuis l’antiquité jusqu’à nos jours, 1860.
- Essai historique et critique sur la constitution sociale et politique de l’Arménie, sous les rois de la dynastie roupénienne, 1860.
- Lettre... sur quelques points d’histoire politique, religieuse et civile des Arméniens et des Franks, à l’époque des croisades, 1860.
- Notice sur le chryso-bulle, octroyé par Léon V, roi d’Arménie, aux Siciliens, en 1331, 1860.
- Lettre sur la succession des rois d’Arménie de la dynastie de Roupĕn et de la maison de Lusignan, 1860.
- Lettre... sur le sabre de Léon VI de Lusignan, dernier roi arménien de la Cilicie, 1860.
- Documents pour servir à l’histoire des Lusignans de la petite Arménie, 1342-1394, 1859.
- Numismatique des Arabes avant l’Islamisme, 1859.
- Les Partis en Turquie, 1856.
- Bibliothèque historique arménienne, ou Choix et extraits des historiens arméniens traduits en français, avec un volume de Prolégomènes, 1856.
- Voyage à Sis, capi, 1855.
- Rapport sur l’exploration archéologique de la Cilicie et de la Petite-Arménie pendant les années 1852-1853, 1854.
- Le Dunuk-Dasch, tombeau de Sardanapale à Tarsous, 1853.
- Numismatique de la Géorgie au Moyen Âge, 1852.
- Lettre à M. Reinaud... sur une contremarque en caractères arméniens frappée sur une monnaie de Dicran IV et sur une pièce inédite d’Ochin, 1851.
- Lettre à M. d’Albert de Luynes sur les monnaies de cuivre armoriées de l’empereur Andronic II Paléologue et de son fils Michel IX, 1849.

### Traductions
- Yéghichê (trad. Victor Langlois), Histoire de Vartan et de la guerre des Arméniens, 1869 (lire en ligne).